# Division IA du Championnat du monde moins de 18 ans de hockey sur glace 2017
Navigation
Division IA en 2016 Division IA en 2018
Le tournoi de la Division I A du Championnat du monde moins de 18 ans de hockey sur glace 2017 se déroule du 7 au 13 avril 2017 au Bled Ice Hall de Bled en Slovénie. 

## Format de la compétition
Le Championnat du monde moins de 18 ans de hockey sur glace 2016 se dispute en plusieurs compétitions distinctes, en fonction des Divisions.
Le groupe principal (Division Élite) regroupe 10 équipes réparties en deux poules de 5 qui disputent un tour préliminaire. Les 4 premiers de chaque poule sont qualifiés pour les quarts de finale. Les derniers de chaque poule disputent une poule de maintien jouée au meilleur des 3 matches. Le perdant est relégué en Division IA pour l'édition 2018.
Pour les autres divisions qui comptent 6 équipes (sauf la Division III B qui en compte 3), les équipes s’affrontent entre elles et, à l'issue de cette compétition, le premier est promu dans la division supérieure et le dernier est relégué dans la division inférieure.
Lors des phases de poule, les points sont attribués ainsi :
- victoire : 3 points ;
- victoire en prolongation ou aux tirs de fusillade : 2 points ;
- défaite en prolongation ou aux tirs de fusillade : 1 point ;
- défaite : 0 point.

## Nations participantes
- Danemark, relégué de la Division Élite en 2016
- Biélorussie
- France
- Hongrie, promu de la Division I B en 2016
- Kazakhstan
- Norvège

## Résultats
| 7 avril 2017 | France | 4-2 (1-2, 1-0, 2-0) | Allemagne | Bled Ice Hall 140 spectateurs |

| Feuille de match | Feuille de match | Feuille de match        | Feuille de match                                                                          | Feuille de match                                                              |
| ---------------- | --- | ----------------------- | ----------------------------------------------------------------------------------------- | ----------------------------------------------------------------------------- |
|                  | Sarliève (Rousseau) — 8 min 14 s - Loizeau (Koudri) — 33 min 37 s Gallet (Olive, Texier) — 44 min 20 s Olive (Texier) — 54 min 38 s | 1-0 1-1 1-2 2-2 3-2 4-2 | - Knobloch (Fischer) — 13 min 49 s (SN) Appendino (Cedric Schiemenz) — 18 min 23 s (SN) - | Arbitrage : Andrea Benvegnu Juges de lignes : Tommi Niittyla Viktor Zinchenko |
| Richard          | Gardiens | Beck                    |                                                                                           | Arbitrage : Andrea Benvegnu Juges de lignes : Tommi Niittyla Viktor Zinchenko |
| 12 min           | Pénalités | 14 min                  |                                                                                           | Arbitrage : Andrea Benvegnu Juges de lignes : Tommi Niittyla Viktor Zinchenko |
| 32               | Tirs | 28                      |                                                                                           | Arbitrage : Andrea Benvegnu Juges de lignes : Tommi Niittyla Viktor Zinchenko |

| 7 avril 2017 | Norvège | 2-1 (1-0, 1-0, 0-1) | Kazakhstan | Bled Ice Hall |

| 7 avril 2017 | Hongrie | 1-4 (0-1, 1-2, 0-1) | Danemark | Bled Ice Hall |

| 8 avril 2017 | Allemagne | 5-6 (pr) (2-2, 1-2, 2-1, 0-1) | Norvège | Bled Ice Hall |

| 8 avril 2017 | Kazakhstan | 2-1 (1-1, 1-0, 0-0) | Hongrie | Bled Ice Hall |

| 8 avril 2017 | Danemark | 2-4 (1-2, 1-0, 0-2) | France | Bled Ice Hall 260 spectateurs |

| Feuille de match | Feuille de match                                                                     | Feuille de match        | Feuille de match | Feuille de match                                                           |
| ---------------- | ------------------------------------------------------------------------------------ | ----------------------- | --- | -------------------------------------------------------------------------- |
|                  | - D. Andersen (Madsen, Olesen) — 6 min 55 s - Røndbjerg (L. Andersen) — 29 min 1 s - | 0-1 1-1 1-2 2-2 2-3 2-4 | Sarlin (Bérard, Guebey) — 5 min 12 s - Olive (Gallet, Texier) — 19 min 16 s - Texier (Gallet, Sarlin) — 58 min 36 s Texier (Sarlin) — 58 min 59 s | Arbitrage : Pawel Meszynski Juges de lignes : Matjaz Hribar Tommi Niittyla |
| Søgaard          | Gardiens                                                                             | Richard                 | | Arbitrage : Pawel Meszynski Juges de lignes : Matjaz Hribar Tommi Niittyla |
| 6 min            | Pénalités                                                                            | 10 min                  | | Arbitrage : Pawel Meszynski Juges de lignes : Matjaz Hribar Tommi Niittyla |
| 29               | Tirs                                                                                 | 40                      | | Arbitrage : Pawel Meszynski Juges de lignes : Matjaz Hribar Tommi Niittyla |

| 10 avril 2016 | Hongrie | 3-6 (2-3, 1-2, 0-1) | France | Bled Ice Hall 170 spectateurs |

| Feuille de match | Feuille de match                                                                              | Feuille de match                    | Feuille de match | Feuille de match                                                            |
| ---------------- | --------------------------------------------------------------------------------------------- | ----------------------------------- | --- | --------------------------------------------------------------------------- |
|                  | Bugár (Lõczi, Horvath) — 2 min 18 s - Szigeti — 11 min 21 s - Kreisz (Mihaly) — 35 min 55 s - | 1-0 1-1 2-1 2-2 2-3 2-4 3-4 3-5 3-6 | - Sarlin (Lecomte) — 3 min 36 s - Loizeau (Lefebvre, Bérard) — 14 min 5 s Rousseau (Sarliève) — 15 min 25 s Bérard (Sarlin, Lecomte) — 32 min 16 s - Sarlin (Lefebvre, Koudri) — 39 min 33 s Gallet (Penz) — 59 min 56 s (CV) | Arbitrage : Christoffer Holm Juges de lignes : Ludvig Lundgren Shaun Morgan |
| Szeles           | Gardiens                                                                                      | Richard                             | | Arbitrage : Christoffer Holm Juges de lignes : Ludvig Lundgren Shaun Morgan |
| 8 min            | Pénalités                                                                                     | 10 min                              | | Arbitrage : Christoffer Holm Juges de lignes : Ludvig Lundgren Shaun Morgan |
| 40               | Tirs                                                                                          | 35                                  | | Arbitrage : Christoffer Holm Juges de lignes : Ludvig Lundgren Shaun Morgan |

| 10 avril 2017 | Danemark | 3-2 (2-0, 1-1, 0-1) | Norvège | Bled Ice Hall |

| 10 avril 2017 | Allemagne | 2-6 (0-1, 0-3, 2-2) | Kazakhstan | Bled Ice Hall |

| 11 avril 2017 | Kazakhstan | 4-3 (pr) (1-2, 2-1, 0-0, 1-0) | Danemark | Bled Ice Hall |

| 11 avril 2016 | Allemagne | 10-0 (5-0, 3-0, 2-0) | Hongrie | Bled Ice Hall |

| 11 avril 2017 | France | 3-2 (0-0, 2-1, 1-1) | Norvège | Bled Ice Hall 250 spectateurs |

| Feuille de match | Feuille de match                                                                                         | Feuille de match    | Feuille de match                                                                         | Feuille de match                                                            |
| ---------------- | --- | ------------------- | ---------------------------------------------------------------------------------------- | --------------------------------------------------------------------------- |
|                  | Loizeau (Sarlin, Convert) — 22 min 2 s (SN) - Olive (Rousseau) — 34 min 13 s - Guebey — 59 min 59 s (CV) | 1-0 1-1 2-1 2-2 3-2 | - Solem (Hermansen, Thoresen) — 28 min 12 s (SN) - Martinsen (Pettersen) — 54 min 57 s - | Arbitrage : Andrea Benvegnu Juges de lignes : Raivis Jucers Ludvig Jundgren |
| Richard          | Gardiens                                                                                                 | Wikstøl             |                                                                                          | Arbitrage : Andrea Benvegnu Juges de lignes : Raivis Jucers Ludvig Jundgren |
| 10 min           | Pénalités                                                                                                | 12 min              |                                                                                          | Arbitrage : Andrea Benvegnu Juges de lignes : Raivis Jucers Ludvig Jundgren |
| 20               | Tirs | 41                  |                                                                                          | Arbitrage : Andrea Benvegnu Juges de lignes : Raivis Jucers Ludvig Jundgren |

| 13 avril 2017 | Norvège | 10-1 (3-0, 4-1, 3-0) | Hongrie | Bled Ice Hall |

| 13 avril 2017 | Kazakhstan | 5-0 (1-0, 1-0, 3-0) | France | Bled Ice Hall 140 spectateurs |

| Feuille de match | Feuille de match | Feuille de match    | Feuille de match | Feuille de match                                                         |
| ---------------- | --- | ------------------- | ---------------- | ------------------------------------------------------------------------ |
|                  | Orekhov (Makoutski) — 19 min 31 s Priakhine (Chinkaretski, Verechtchaguine) — 28 min 52 s (SN) Saï. Daniar (Sam. Daniar, Orekhov) — 42 min 39 s Mouratov (Saï. Daniar, Gatiatov) — 49 min 47 s Sam. Daniar (Orekhov, Gatiatov) — 55 min 32 s | 1-0 2-0 3-0 4-0 5-0 | -                | Arbitrage : Viktor Trilar Juges de lignes : Matjaz Hribar Tommi Niittyla |
| Demid Ieremeïev  | Gardiens | Mugnier             |                  | Arbitrage : Viktor Trilar Juges de lignes : Matjaz Hribar Tommi Niittyla |
| 6 min            | Pénalités | 10 min              |                  | Arbitrage : Viktor Trilar Juges de lignes : Matjaz Hribar Tommi Niittyla |
| 41               | Tirs | 34                  |                  | Arbitrage : Viktor Trilar Juges de lignes : Matjaz Hribar Tommi Niittyla |

| 13 avril 2017 | Danemark | 5-4 (0-2, 1-1, 4-1) | Allemagne | Bled Ice Hall |

## Classement final
| Clt   | Équipe       | PJ | V | VP | D | DP | BP | BC | Diff | Pts |
| ----- | ------------ | -- | - | -- | - | -- | -- | -- | ---- | --- |
| +001, | France       | 5  | 4 | 0  | 1 | 0  | 17 | 14 | +3   | 12  |
| +002, | Kazakhstan   | 5  | 3 | 1  | 1 | 0  | 18 | 8  | +10  | 11  |
| +003, | Danemark (R) | 5  | 3 | 0  | 1 | 1  | 17 | 15 | +2   | 10  |
| +004, | Norvège      | 5  | 2 | 1  | 2 | 0  | 22 | 13 | +9   | 8   |
| +005, | Allemagne    | 5  | 1 | 0  | 3 | 1  | 23 | 21 | +2   | 4   |
| +006, | Hongrie (P)  | 5  | 0 | 0  | 5 | 0  | 6  | 32 | -26  | 0   |

- Promu en Division Élite en 2018
- Relégué en Division IB en 2018

Pour les significations des abréviations, voir statistiques du hockey sur glace.

## Récompenses individuelles
Pour les significations des abréviations, voir statistiques du hockey sur glace.
| Rang | Joueur              | Pays       | PJ | B | A | Pts | +/− | Pun |
| ---- | ------------------- | ---------- | -- | - | - | --- | --- | --- |
| 1    | Mathias Pettersen   | Norvège    | 5  | 4 | 8 | 12  | +5  | 4   |
| 2    | Dominik Bokk        | Allemagne  | 5  | 7 | 3 | 10  | +4  | 2   |
| 3    | Robin Mathisen      | Norvège    | 5  | 4 | 6 | 10  | +6  | 4   |
| 4    | Jonas Røndbjerg     | Danemark   | 5  | 4 | 5 | 9   | -2  | 2   |
| 5    | Kristian Marthinsen | Norvège    | 5  | 5 | 3 | 8   | +5  | 6   |
| 6    | Lucas Andersen      | Danemark   | 5  | 3 | 5 | 8   | -2  | 4   |
| 7    | Mike Fischer        | Allemagne  | 5  | 2 | 6 | 8   | +6  | 6   |
| 8    | Hugo Sarlin         | France     | 5  | 3 | 4 | 7   | +6  | 2   |
| 9    | Cedric Schiemenz    | Allemagne  | 5  | 2 | 4 | 6   | -1  | 2   |
| 10   | Batyrlan Mouratov   | Kazakhstan | 5  | 3 | 2 | 5   | +7  | 2   |
| 10   | Max Pietschmann     | Allemagne  | 5  | 3 | 2 | 5   | +2  | 0   |
| 10   | Samuel Solem        | Norvège    | 5  | 3 | 2 | 5   | +1  | 0   |

| Rang | Joueur          | Pays       | Min          | BC | Moy  | %Arr  | Bl |
| ---- | --------------- | ---------- | ------------ | -- | ---- | ----- | -- |
| 1    | Demid Ieremeïev | Kazakhstan | 180 min 0 s  | 3  | 1,00 | 96,84 | 1  |
| 2    | Gaëtan Richard  | France     | 240 min 0 s  | 9  | 2,25 | 93,48 | 0  |
| 3    | Jonas Wikstøl   | Norvège    | 241 min 6 s  | 9  | 2,24 | 90,72 | 0  |
| 4    | William Rørth   | Danemark   | 182 min 32 s | 9  | 2,96 | 89,02 | 0  |
| 5    | Denis Karataïev | Kazakhstan | 121 min 45 s | 5  | 2,46 | 84,38 | 0  |

Pour les significations des abréviations, voir statistiques du hockey sur glace.
Nota : seuls sont classés les gardiens ayant joué au minimum 40 % du temps de jeu de leur équipe.